# Полигнот (вазописец)
Полигнот — древнегреческий вазописец из Афин, один из наиболее талантливых представителей краснофигурной вазописи эпохи высокой классики.
Считается учеником анонимного вазописца Ниобида, который специализировался на монументальных вазах, также находился под влиянием стиля художника Полигнота с острова Тасос. Некоторые исследователи считают, что восхищаясь талантом художника Полигнота, этот вазописец подписывал свои работы его именем.
Среди работ Полигнота в основном вазы больших габаритов — такие, как стамнос, кратеры, гидрии, амфоры, среди которых ноланские и пелики. Кроме этих работ существуют две вазы, также подписанные именем Полигнота, однако они принадлежат авторству других анонимных мастеров — вазописца Льюиса и вазописца Навсикаа.

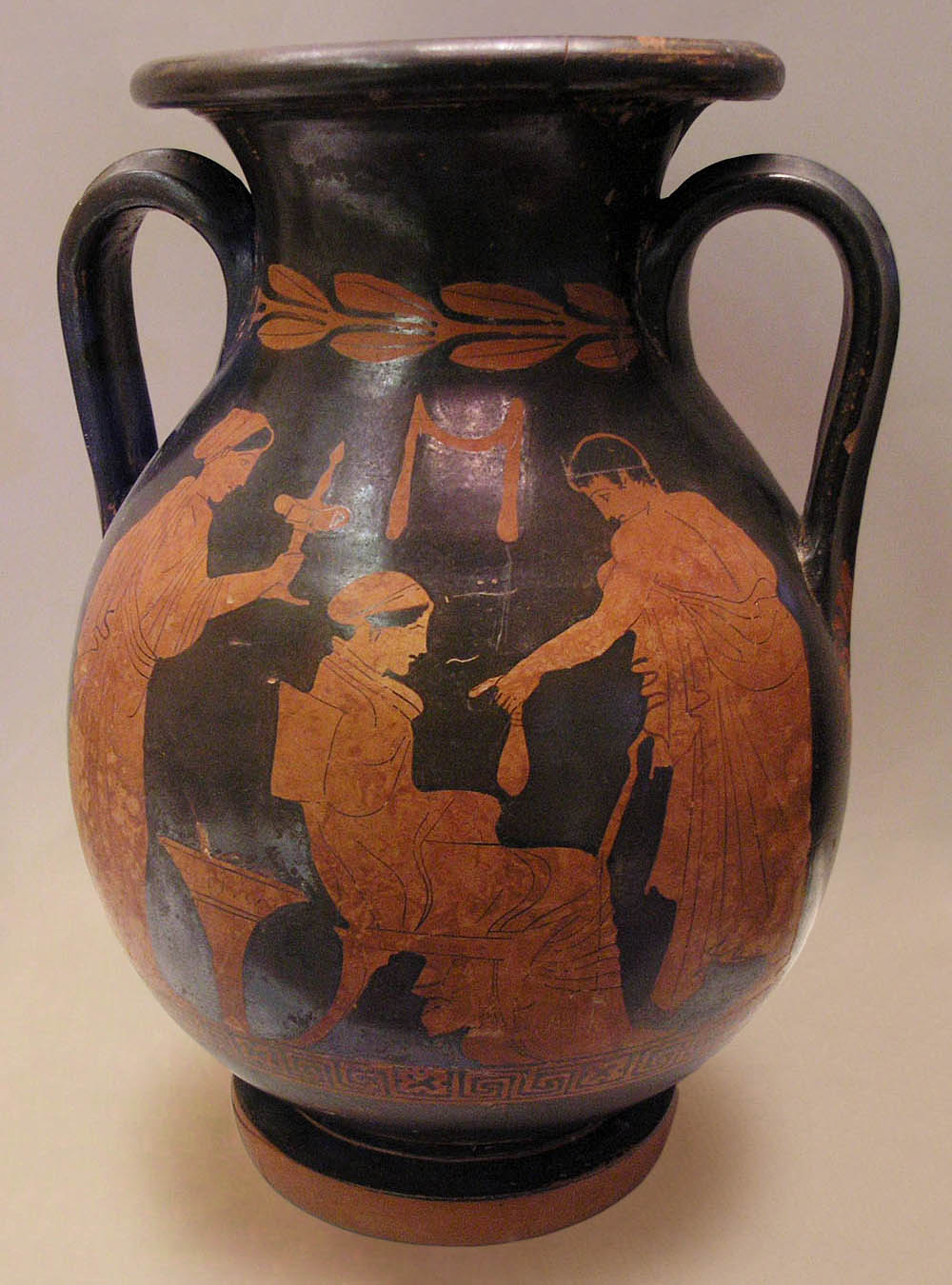
Пелика Полигнота: Юноша с гетерой
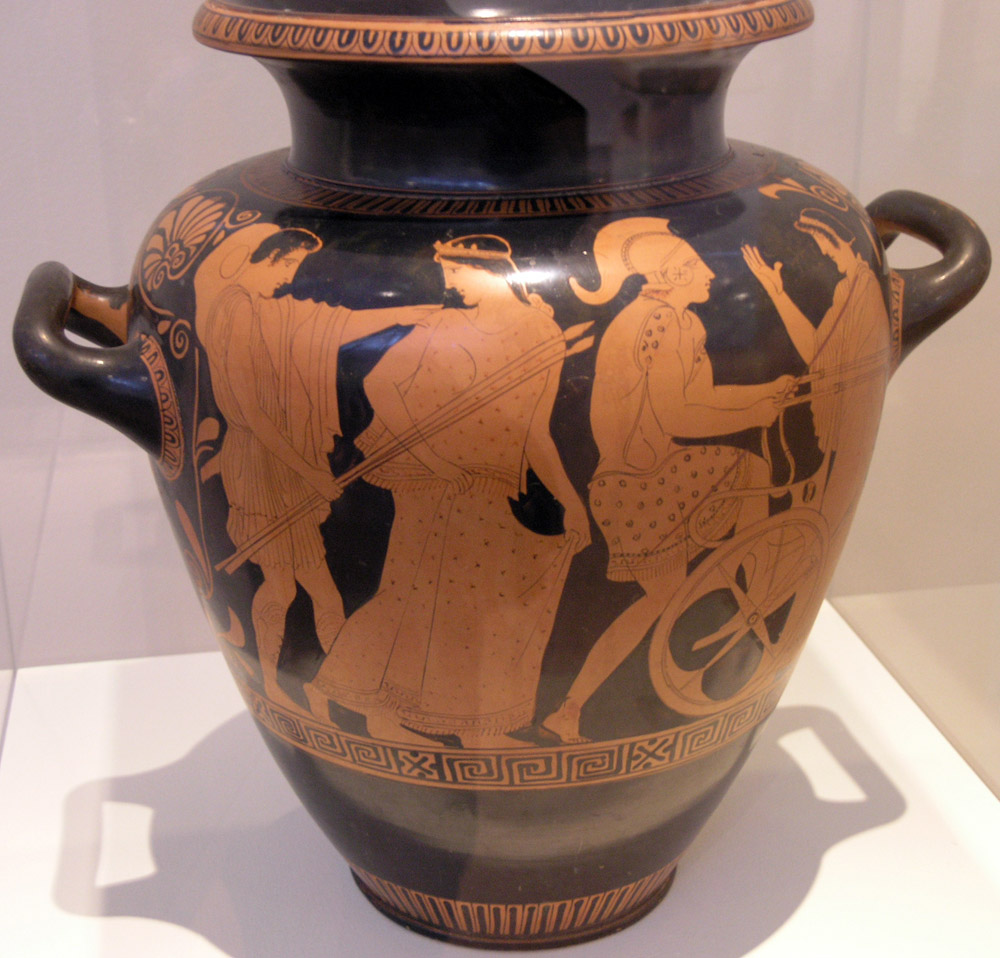
Стамнос Похищение Елены Тесеем
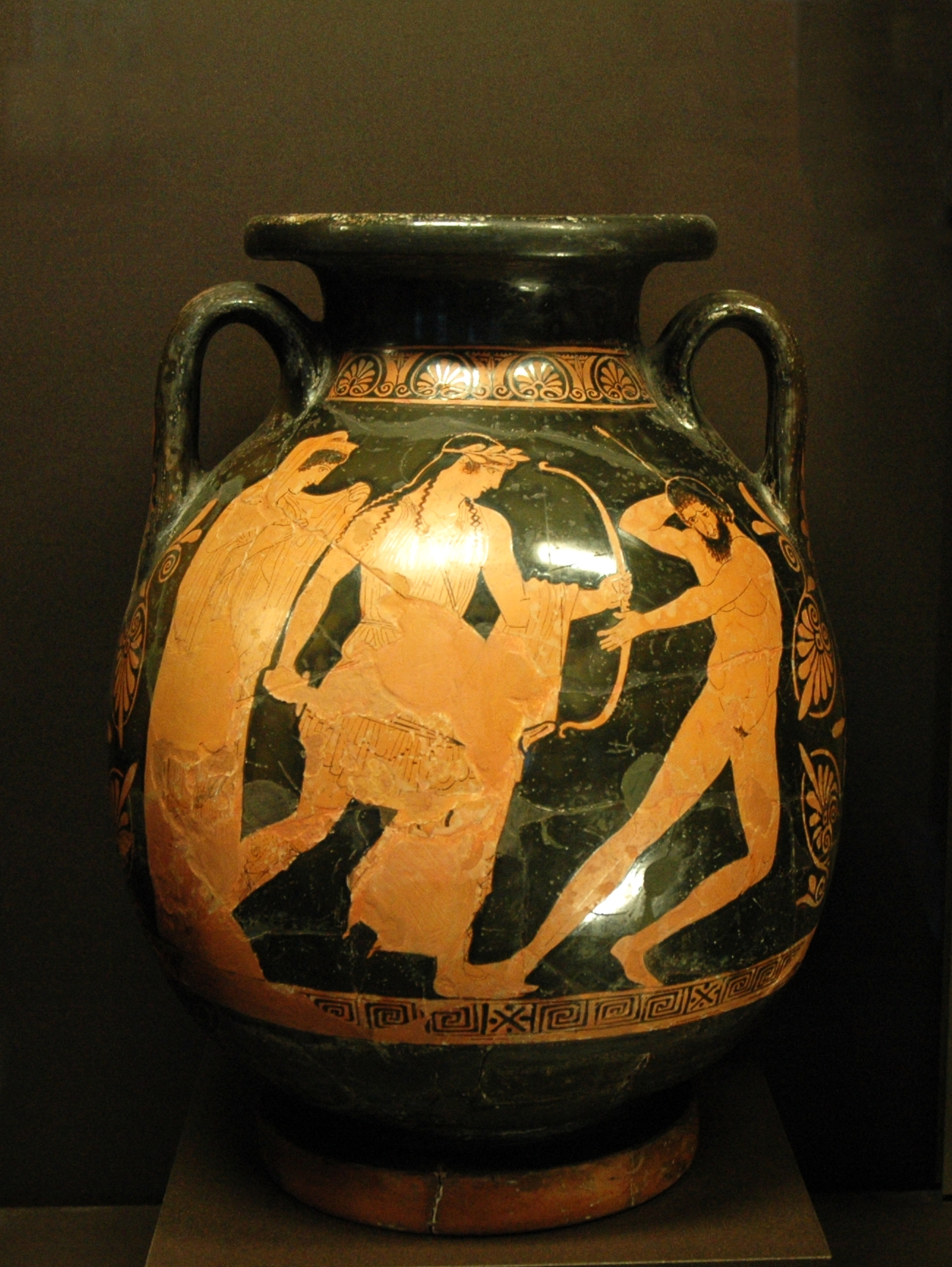
Лувр G 375: пелика Полигнота Аполлон и Титий